# Feza Gürsey Enstitüsü
Feza Gürsey Enstitüsü je fyzikální ústav univerzity Boğaziçi a TÜBİTAKu (vědecké a technologické výzkumné rady Turecka), který byl založen v roce 1983 Erdalem İnönü pod názvem Výzkumný ústav pro základní vědy. Byl přejmenován na počest Fezy Gürseyho, význačného tureckého fyzika. Ústav se nachází v kampusu Kandilli na v Istanbulu. V současné době hostí matematiky a teoretické fyziky.